# Liste der französischen Gesandten in Venedig
Die französischen Gesandten in der Republik Venedig residierten in der Casa abitata dell’ambasciatore di Francia an der Rio della Madonna dell’Orto in Venedig.
1797 übergab der Doge Ludovico Manin die Stadt an Napoleon Bonaparte, der sie an Österreich-Ungarn weiterreichte. Damit endete die Republik Venedig.

## Liste
| Ernennung / Akkreditierung | Name                                           | Bemerkungen | ernannt von während der Regierung von | akkreditiert während der Regierung von | Posten verlassen |
| -------------------------- | ---------------------------------------------- | --- | ------------------------------------- | -------------------------------------- | ---------------- |
| 1534                       | Georges de Selve                               | | Franz I.                              | Andrea Gritti                          |                  |
| 1558                       | François de Noailles                           | (* 1519; † 1585) | Heinrich II.                          | Lorenzo Priuli                         |                  |
| 1562                       | Arnaud Du Ferrier                              | | Karl IX.                              | Gerolamo Priuli                        | 1567             |
| 1650                       | René de Voyer                                  | (* 1596; † 1651 in Venedig) | Ludwig XIV.                           | Francesco Molin                        | 1651             |
| 1651                       | René de Voyer de Paulmy d’Argenson             | (* 1623; † 1700) | Ludwig XIV.                           | Francesco Molin                        | 1655             |
| 1665                       | Bernard Du Plessis-Besançon                    | (* 1600 in Paris; † 1670 in Auxonne) | Ludwig XIV.                           | Domenico II. Contarini                 |                  |
| 1682                       | Michel Amelot de Gournay                       | (* 1624; † 1687 in Tours) | Ludwig XIV.                           | Alvise Contarini                       |                  |
| 1700                       | Denis de la Haye                               | | Ludwig XIV.                           | Alvise Mocenigo II.                    | 1701             |
| Jan. 1701                  | César d’Estrées                                | | Ludwig XIV.                           | Alvise Mocenigo II.                    | Jan. 1702        |
| Juli 1701                  | Joseph-Antoine Hennequin, seigneur de Charmont | († 8. November 1708) | Ludwig XIV.                           | Alvise Mocenigo II.                    | Juli 1703        |
| 1704                       | Jean-Yves de Saint-Prest                       | († 1720) | Ludwig XIV.                           | Alvise Mocenigo II.                    |                  |
| 1705                       | Henri Charles Arnauld de Pomponne              | | Ludwig XIV.                           | Alvise Mocenigo II.                    | 1710             |
| 1723                       | Jacques Vincent Languet, comte de Gergy        | | Ludwig XV.                            | Alvise Mocenigo III.                   | 1734             |
| 1728                       | Ludovico Nogarole                              | Ludovicus | Ludwig XV.                            | Alvise Mocenigo III.                   | 1729             |
| 1733                       | Charles-François de Froullay                   | (* 1683; † 1744) | Ludwig XV.                            | Carlo Ruzzini                          | 1738             |
| 1743                       | Pierre-François de Montaigu                    | Am 7. Mai 1743 wird Jean-Jacques Rousseau Sekretär von Pierre-François de Montaigu                                                       | Ludwig XV.                            | Pietro Grimani                         | 1746             |
| 1750                       | Théodore de Chavigny                           | | Ludwig XV.                            | Pietro Grimani                         |                  |
| 1751                       | François-Joachim de Pierre de Bernis           | Am 14. September 1750 instruiert | Ludwig XV.                            | Pietro Grimani                         | 1755             |
| 1758                       | Émeric-Joseph de Durfort                       | | Ludwig XV.                            | Francesco Loredan                      | 1760             |
| 1760                       | François de Baschi                             | | Ludwig XV.                            | Francesco Loredan                      | 1767             |
| 1766                       | Antoine René de Voyer de Paulmy d’Argenson     | | Ludwig XV.                            | Alvise Mocenigo IV.                    | 1770             |
| 1767                       | Nicholas Adam                                  | | Ludwig XV.                            | Alvise Mocenigo IV.                    | 1770             |
| 1771                       | François de Zuckmantel                         | (* 1715; † 1779) 1763–1770 Gesandter im Kurfürstentum Sachsen                                                                            | Ludwig XV.                            | Alvise Mocenigo IV.                    | 1777             |
| 30. Sep. 1786              | Hardouin, comte de Chalon                      | (* 1738; † 1792 in Lissabon) ab 1789 Botschafter in Lissabon                                                                             | Ludwig XVI.                           | Paolo Renier                           |                  |
| 1. Aug. 1789               | Marc Marie Marquis de Bombelles                | | Ludwig XVI.                           | Ludovico Manin                         |                  |
| 1. Aug. 1791               | Louis de Durfort                               | | Ludwig XVI.                           | Ludovico Manin                         |                  |
| 12. Mai 1793               | François Noël                                  | | Nationalkonvent                       | Ludovico Manin                         |                  |
| 1793                       | Marie Louis Descorches                         | | Nationalkonvent                       | Ludovico Manin                         |                  |
| 1794                       | Jean-Baptiste de Lallement                     | (* 7. Februar 1736; † 1817) am 10. September 1794 instruiert, am 24. November 1794 akkreditiert, 1792 Generalkonsul im Königreich Neapel | Nationalkonvent                       | Ludovico Manin                         | 1797             |